# 去年夏天
《去年夏天》（法語：L'Été dernier）是2023年上映的法国情色劇情片，翻拍自2019年丹麦电影《红心女王》，
由凯瑟琳·布雷亚执导，布雷亚与帕斯卡·博尼策共同编剧，蕾雅·德吕盖、奥利维尔·雷堡汀、塞缪尔·基尔舍和克洛蒂尔德·库罗主演，讲述一位继母与继子的乱伦关系。
电影入选第76屆坎城影展主竞赛单元，争夺金棕榈奖，2023年5月25日在电影节上首映，2023年9月13日在法国上映。

## 梗概
故事发生在法国巴黎，律师安妮与丈夫皮埃尔，以及两个养女共同生活。然而不久之后，皮埃尔与前妻所生的17岁儿子西奥搬进来住，让安妮对西奥顿生情愫，和谐生活就次打破，安妮也因此赌上职业生涯及家庭。

## 演员
- 蕾雅·德吕盖（英语：Léa Drucker） 饰 安妮（Anne）
- 奥利维尔·雷堡汀（英语：Olivier Rabourdin） 饰 皮埃尔（Pierre）
- 塞缪尔·基尔舍（德语：Samuel Kircher） 饰 西奥（Théo）
- 克洛蒂尔德·库罗 饰 米娜（Mina）
- 瑟琳娜·胡（Serena Hu）饰 瑟琳娜（Serena）
- 安琪拉·陈（Angela Chen）饰 安琪拉（Angela）
- 罗曼·马里考（Romain Maricau）
- 罗曼妮·维奥罗（Romane Violeau）
- 玛丽·卢卡斯（Marie Lucas）
- 内莉亚·达科斯塔（Nelia Da Costa）
- 利拉-萝丝·吉尔贝蒂（法语：Lilas-Rose Gilberti-Poisot）

## 制片
《去年夏天》是导演凯瑟琳·布雷亚的第15部长片，其上一部电影是十年前的自传剧情片《趁人之危》。电影翻拍自2019年丹麦电影《红心女王》。
女主角安妮最初由瓦萊麗雅·布魯尼-特德斯奇扮演，后来改为蕾雅·德吕盖。演员伊蓮·雅各与杰罗姆·基尔舍的儿子塞缪尔·基尔舍扮演了西奥，这是他第一次出演电影。原本要扮演西奥的是他的弟弟保罗，但保罗向导演布雷亚推荐了他，这才有这次的机会。在2023年初的采访中，德吕盖表示《去年夏天》是她演过的“最令人不安的电影”。电影抛出这样的一个问题：“这算爱情吗？这种爱情在哪里结束？这种禁忌之恋是从哪里开始的？”而这个问题是不能从“道德层面”来看待的。电影让德吕盖想起自己曾演过的一部舞台剧，是苏格兰剧作家大卫·哈罗尔的作品《黑鸟》，讲述一名年轻女性时隔15年后，与在自己12岁的时候性侵过自己的中年男子见面。
拍摄工作于2022年6月7日至7月13日展开，珍妮·拉普瓦里担任摄影指导。电影由赛义德·本·赛义德以名下的SBS Productions参与制片。据导演布雷亚透露，拍摄是在“绝对优雅的状态下”进行的。她表示自己身体弱，曾一度担心“坚持不下去”，结果在拍摄期间重新找到对电影拍摄的热爱。

## 发行
电影入选第76屆坎城影展主竞赛单元，争夺金棕榈奖，2023年5月25日在电影节上首映。电影于2023年9月13日在法国院线上映，由Pyramide Distribution发行。在2023年纽约电影节上放映后，电影入选第28届釜山国际电影节“Icon”单元，2023年10月6日受邀在电影节上放映。

## 反响

### 专业评价
根据評論匯總网站爛番茄汇总的26篇评论文章，77%的评论家给予该作正面评价，平均打分为6.6分（满分10分）。在Metacritic上，根據7位影評人給予63分（滿分100分），這部電影獲得了「普遍好評」。
入选法国《电影手册》2023年十佳电影榜单第9位。

### 奖项与提名
| 大奖          | 颁奖日期      | 奖项           | 获得者        | 结果 | 参考   |
| ------------- | ------------- | -------------- | ------------- | ---- | ------ |
| 坎城影展      | 2023年5月27日 | 金棕榈奖       | 凯瑟琳·布雷亚 | 提名 | [ 12 ] |
| 路易·德呂克獎 | 2023年12月6日 | 最佳影片       | 《去年夏天》  | 提名 | [ 20 ] |
| 盧米埃獎      | 2024年1月22日 | 最佳影片       | 《去年夏天》  | 提名 | [ 21 ] |
| 盧米埃獎      | 2024年1月22日 | 最佳导演       | 凯瑟琳·布雷亚 | 提名 | [ 21 ] |
| 盧米埃獎      | 2024年1月22日 | 最佳女主角     | 蕾雅·德吕盖   | 提名 | [ 21 ] |
| 盧米埃獎      | 2024年1月22日 | 最有前途男演员 | 塞缪尔·基尔舍 | 提名 | [ 21 ] |